# Ołeksandr Bojko (piłkarz)
Ołeksandr Hryhorowycz Bojko (ukr. Олександр Григорович Бойко, ros. Александр Григорьевич Бойко, Aleksandr Grigorjewicz Bojko; ur. 30 listopada 1954 w Czerniowcach) – ukraiński piłkarz, grający na pozycji obrońcy lub pomocnika, trener piłkarski.

## Kariera piłkarska

### Kariera klubowa
Wychowanek Szkoły Piłkarskiej w Czerniowcach. Karierę piłkarską rozpoczął w 1971 w miejscowej drużynie Bukowyna Czerniowce, skąd w 1973 przeszedł do Dynama Kijów. Na jednym z treningów połamał ręce i długo nie występował. Po 11 sezonach w kijowskim klubie w 1983 przeszedł do Metalista Charków, jednak przez konflikt z głównym trenerem Jewhenem Łemeszko powrócił do rodzinnego miasta. Wiosenną rundę sezonu 1984 rozpoczął w Bukowynie Czerniowce. W 1984 ukończył karierę piłkarską w Zori Woroszyłowgrad, chociaż jeszcze w 1990 wyjechał do Finlandii, gdzie bronił barw klubu KTP-85 Kemi.

## Kariera trenerska
Po zakończeniu kariery piłkarskiej od 1985 z niewielkimi przerwami pracował w DJuSSz-15 w Kijowie z dziećmi ucząc ich postaw piłki nożnej.

## Sukcesy i odznaczenia

### Sukcesy klubowe
- mistrz ZSRR: 1975, 1980, 1981
- wicemistrz ZSRR: 1982
- brązowy medalista Mistrzostw ZSRR: 1979
- zdobywca Pucharu ZSRR: 1982

### Odznaczenia
- nagrodzony tytułem Mistrza Sportu ZSRR: 1974
- nagrodzony tytułem Mistrza Sportu Klasy Międzynarodowej